# L'Évaporation de l'homme
Pour les articles homonymes, voir Évaporation (homonymie).
Pour plus de détails, voir Fiche technique et Distribution.
L'Évaporation de l'homme (人間蒸発, Ningen jōhatsu) est un film japonais réalisé par Shōhei Imamura, sorti en 1967.

## Synopsis
Un documentaire autour d'un homme ordinaire qui disparaît, comme beaucoup de Japonais chaque année, laissant derrière lui sa femme, son travail. Shōhei Imamura, mène le récit vers des développements inattendus, ce qui amène le spectateur à s'interroger sur ce qui est la réalité et ce qui pourrait être la fiction.

## Fiche technique
- Titre : L'Évaporation de l'homme
- Titre alternatif : L'Évaporation d'un homme
- Titre original : 人間蒸発 (Ningen jōhatsu?)
- Réalisation : Shōhei Imamura
- Photographie : Kenji Ishiguro
- Montage : Mutsuo Tanji
- Musique : Toshirō Mayuzumi
- Société de production : Art Theatre Guild, Nihon Eiga Shinsha et Imamura Production
- Pays de production :  Japon
- Langue originale : japonais
- Format : noir et blanc - 1,37:1 - son mono
- Genre : documentaire
- Durée : 130 minutes[2]
- Dates de sortie :
  - Japon : 25 juin 1967[2]
  - France : 13 mars 2002[3]

## Distribution
- Yoshie Hayakawa
- Shōhei Imamura
- Shigeru Tsuyuguchi